# Campionati mondiali di biathlon 1970
I Campionati mondiali di biathlon 1970 si svolsero a Östersund, in Svezia, e contemplarono esclusivamente gare maschili. 

## Risultati

### 20 km
| Posizione | Atleta             | Nazione          | Tempo |
| --------- | ------------------ | ---------------- | ----- |
| 1         | Aleksandr Tichonov | Unione Sovietica | -     |
| 2         | Tor Svendsberget   | Norvegia         | -     |
| 3         | Viktor Mamatov     | Unione Sovietica | -     |
| 4         | Dieter Speer       | Germania Est     | -     |
| 5         | Daniel Claudon     | Francia          | -     |
| 6         | Esten Gjelten      | Norvegia         | -     |
| 7         | Kjell Hovda        | Norvegia         | -     |
| 8         | Kalevi Vähäkylä    | Finlandia        | -     |
| 9         | Aleksandr Ušakov   | Unione Sovietica | -     |
| 10        | Juhani Suutarinen  | Finlandia        | -     |

### Staffetta 4x7,5 km
| Posizione | Nazione          | Atleti                                                         | Tempo |
| --------- | ---------------- | -------------------------------------------------------------- | ----- |
| 1         | Unione Sovietica | Aleksandr Tichonov Viktor Mamatov Rinat Safin Aleksandr Ušakov | -     |
| 2         | Norvegia         | Tor Svendsberget Ragnar Tveiten Magnar Solberg Esten Gjelten   | -     |
| 3         | Germania Est     | Hans-Günther Jahn Hansjörg Knauthe Dieter Speer Horst Koschka  | -     |

## Medagliere per nazioni
| Posizione | Nazione          | Oro | Argento | Bronzo | Totale |
| --------- | ---------------- | --- | ------- | ------ | ------ |
| 1         | Unione Sovietica | 2   | 0       | 1      | 3      |
| 2         | Norvegia         | 0   | 2       | 0      | 2      |
| 3         | Finlandia        | 0   | 0       | 1      | 1      |